# Joseph-Hyacinthe Bellerose
Pour les articles homonymes, voir Bellerose.
Joseph-Hyacinthe Bellerose, né le 12 juillet 1820 à Trois-Rivières et mort le 13 août 1899 à Saint-Vincent, est un homme politique canadien. Il est député à la Chambre des communes du Canada, où il représentait la circonscription de Laval de 1867 à 1873. Il est aussi député à l'Assemblée législative du Québec de 1867 à 1875. En 1873, il est nommé au Sénat du Canada, où il a siégé jusqu'à sa mort en 1899.

## Biographie

### Formation
Bellerose commença son cours classique à Nicolet, où on le trouve de 1833 à 1837, et il le termina à Saint-Hyacinthe, en 1841. Il entreprit, après avoir porté la soutane un an ou deux, de faire son droit à Montréal. Mais il ne fut jamais admis au barreau. Il se met, en effet, peu après, dans le commerce, à Saint-Vincent-de-Paul. Le sénateur Laurent-Olivier David a écrit, dans une chronique à La Patrie, qu'il avait été maître d'école. Peut-être a-t-il enseigné uniquement dans les collèges où il avait étudié.

### Vie locale
Vers 1845, il résidait à Saint-Vincent. C'est là qu'il épousa, en 1847, Henriette Armand, fille du lieutenant-colonel François Armand et sœur du sénateur Joseph-François Armand, de Rivière-des-Prairies. Il fit aussi partie de la milice, au moins dès 1855, ce qui était fort bien vu à cette époque. Entre 1872 et 1878, il était le maire de la paroisse et il était aussi lieutenant-colonel. Il parlait dans les assemblées publiques, sur la place de l'église, et paradait souvent, dans le champ avoisinant le collège, à la tête d'un bataillon, à cheval et sabre au poing.
En 1853, l'un des condisciples de Bellerose à Saint-Hyacinthe, Norbert Lavallée, né à Saint-François-du-Lac en mai 1821 et ordonné prêtre en 1847, arrivait à Saint-Vincent comme curé. Il devait diriger la paroisse jusqu'à sa mort le 6 novembre 1881. M. Bellerose se construisit bientôt une résidence voisine du presbytère, à gauche en regardant la rivière, et les deux anciens "maskoutains" se fréquentaient assidûment. En ce temps-là, à Saint-Vincent, les hommes les plus considérables du village étaient, avec le curé Lavallée et le sénateur Bellerose, l'ancien notaire Césaire Germain, le docteur Pominville et M. Hector Lussier, de la famille seigneuriale de Varennes, propriétaire du manoir et des terres de Sabrevois de Bleury.

### Carrière politique

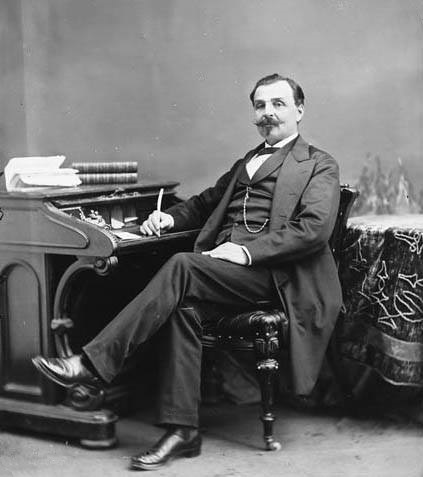
Joseph-Hyacinthe Bellerose, 1872

Bellerose se porta candidat à la députation en 1861, sous l'Union. Cette première fois, il échoua. Deux ans plus tard, aux élections de juin 1863, il fut plus heureux et devint le député de Laval à l'Assemblée législative de la Province du Canada. Il garda son mandat jusqu'à la Confédération. Aux élections d'août 1867, après l'établissement de la Confédération, il est élu simultanément à la Chambre des communes et à l'Assemblée législative du Québec, le double mandat étant alors admis. Il est réélu au provincial en 1871 et au fédéral en 1872. Il siège à Ottawa jusqu'à sa nomination, le 16 octobre 1873, par lord Dufferin, comme sénateur de la division de Lanaudière, et il siégea à Québec jusqu'au 7 juin 1875.
Il s'occupait en même temps, et très activement, des affaires municipales, et il aurait été maire de Saint-Vincent-de-Paul-de-l'Île Jésus, une vingtaine d'années, de 1867 à 1887. Avec le curé Lavallée et le notaire Germain, il s'intéressait aussi aux écoles. C'est à lui que Saint-Vincent doit l'établissement, dans son village, de la prison de la Réforme en 1861, puis du pénitencier provincial, qui a remplacé la Réforme en 1873, ce qui a constitué, au moins du point de vue matériel, une source de prospérité.
Bellerose était conservateur en politique et il appuyait George-Étienne Cartier. Mais il gardait une certaine indépendance dans ses vues et dans ses attitudes, même vis-à-vis de son parti. À deux reprises, Cartier lui offrit des postes importants et après la mort de sir Georges, on voulut le faire ministre. Pour ne pas se lier, il refusa tout. Finalement, il se sépara des "bleus", sans s'allier aux "rouges", à propos de l'affaire des écoles du Nouveau-Brunswick et du scandale du Pacifique.
Du côté de Québec, au temps de Joseph-Adolphe Chapleau, il fit aussi de l'opposition et fut, avec Trudel et Tardivel, l'un des piliers du parti castor, un tenant de L'Étendard et de La Vérité. Dans les questions politico-religieuses, il soutint inlassablement les idées et les activités d'Ignace Bourget. Catholique ardent et patriote militant, il resta, sa vie durant, un franc-parleur et un franc-tireur.
Dans ses Portraits et Dossiers Parlementaires, publiés en 1873, le journaliste Auguste Achintre (1834-1886) a comme suit brossé la silhouette de Bellerose député : « Membre des Communes et du Parlement provincial, il siège aux deux Chambres et remplit les devoirs de ses deux mandats avec le zèle un peu brusque et la ponctualité d'un général en tournée d'inspection. C'est une individualité, presque un type. Son verbe, sa pose, son éloquence, ses allures sont essentiellement militaires. Le physique est à l'avenant. De fortes moustaches d'un blond vif, auxquelles s'ajoute une impériale savamment tourmentée, donnent aux traits accentués de sa figure énergique un air martial et résolu. La voix est forte, l'organe vibrant, la parole brève, martelée. Lorsque le membre pour Laval adresse une interpellation au ministère ou défend les réductions du budget, ses phrases coupées, rapides et nettes, rappellent les feux de file d'un peloton d'exercice. La Chambre l'écoute volontiers, car il est rare qu'un des projectiles lancés n'atteignent point la cible... »
Devenu sénateur, et ce fut pour un quart de siècle, Bellerose resta ce qu'il était député, et le portrait d'Achintre, très réussi, lui convint jusqu'à l'extrême vieillesse. À preuve, ce qu'en écrivait feu Laurent-Olivier David, dans la chronique dont à La Patrie (1924), vingt-cinq ans après sa mort : « Bellerose était un ancien maître d'école qui maniait la parole, comme il avait manié la férule, avec une vigueur peu ordinaire, même quand il eut vieilli. Doué d'un physique robuste et d'une voix puissante, il parlait facilement et d'une façon convaincante. Aussi avait-il, devenu vieillard comme dans sa jeunesse, beaucoup de succès dans les assemblées publiques... »
Le sénateur Bellerose vécut ses dernières années, d'abord avec Mme Bellerose, puis une fois devenu veuf, en pension au couvent, chez les bonnes Sœurs de la Providence, à Saint-Vincent, dont il a été un bienfaiteur insigne. Il est mort là, le 13 août 1899, à 80 ans.

## Hommages
La rue Bellerose a été nommée en son honneur dans la ville de Québec. 